# Wilfried Sanou
Wilfried Sanou, burkinafaški nogometaš, * 16. marec 1984, Bobo-Dioulasso, Burkina Faso.
Za reprezentanco Burkina Fasa je odigral 26 uradnih tekem in dosegel štiri gole.